# Ruder-Club Favorite Hammonia

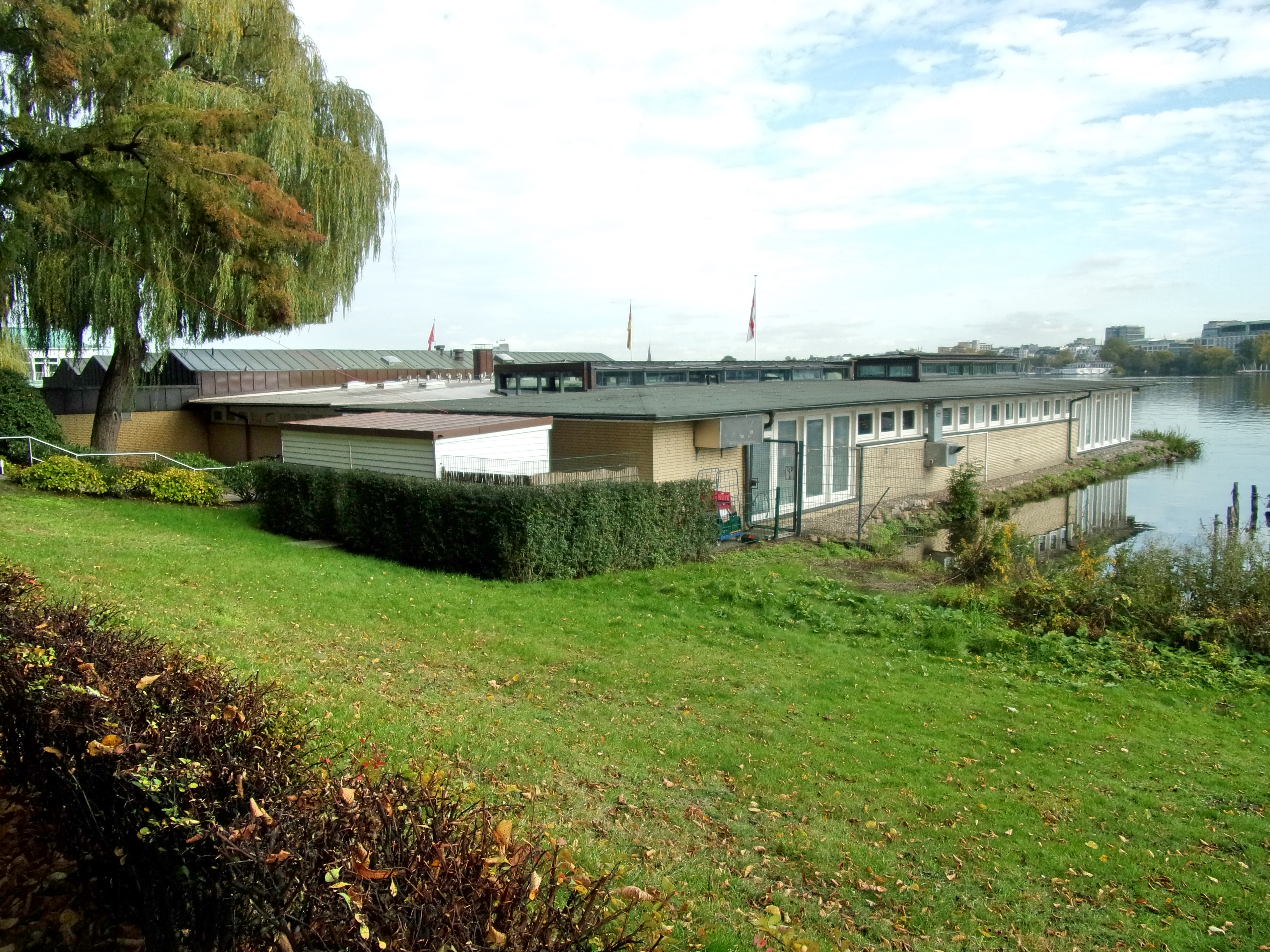
Vereinshaus

Der Hamburger Ruder-Club Favorite Hammonia (von seinen Mitgliedern die Fari genannt) ist ein deutscher Ruderverein, dessen Bootshaus sich am westlichen Ufer der Außenalster in Hamburg befindet.

## Geschichte
Der Verein, der bis heute nur Männer aufnimmt, wurde 1854 gegründet und ist nach dem 1836 gegründeten „Der Hamburger Ruderclub“ und dem 1853 gegründeten „Germania Ruderclub“ der drittälteste und mit rund 800 Mitgliedern einer der größten Rudervereine in Deutschland. (Die eigenständig gegründeten „Der Hamburger Ruderclub“ und „Germania Ruderclub“ wurden 1934 zu „Der Hamburger und Germania Ruder Club“ zwangsvereinigt. Es hat zudem weitere Gründungen von Ruder-Clubs vor 1853 gegeben, die sich allerdings nach mehreren Jahren auflösten oder in anderen Clubs aufgingen.)
Im Jahr 1952 entstand der Neubau des Bootshauses, geplant von Fritz Trautwein, das 1953 eingeweiht wurde. Das frühere Bootshaus, heutige Lage wäre die westliche Rampe der Kennedybrücke, war 1943 durch Bomben zerstört worden.
Neben dem Rudern als Breitensport engagiert sich Favorite Hammonia, auch Fari genannt, schwerpunktmäßig im Leistungssport. Zahllose Erfolge der Aktiven in allen Altersklassen auf nationalen und internationalen Regatten und Meisterschaften prägen die Vereinsgeschichte, darunter ein Olympiasieg 1992 durch Michael Steinbach als Mitglied des deutschen Doppelvierers und in den letzten Jahren die Siege im Deutschland-Achter von Torben Johannesen (Favorit seit 2018) bei den Europameisterschaften der Jahre 2018, 2019, 2020, den Weltmeisterschaften 2018, 2019 sowie der Silbermedaille im Deutschland-Achter bei den Olympischen Sommerspielen 2020 in Tokio. Außerdem verfügt der Ruderverein mit der Jung-Favorite über eine Kinder- und Jugendabteilung, die ebenfalls auf Regatten und Meisterschaften präsent ist. Zudem spielte die mittlerweile aufgelöste Schachabteilung der Fari von 1976 bis 1982 in der 1. Schachbundesliga und erreichte als bestes Ergebnis 1980 den zweiten Platz.
Darüber hinaus bietet der Ruderverein Hamburger Schülerinnen und Schülern die Möglichkeit, im Rahmen des Sportunterrichts und in schulischen Arbeitsgemeinschaften zu rudern. Weiterhin besteht ein Angebot für Betriebssportgruppen. Alljährlich veranstaltet die Fari im November auf der Alster die beliebte Langstreckenregatta FARI-Cup, die mittlerweile zu den größten Langstreckenregatten in Europa zählt. Seit 2005 wird jährlich am 2. Wochenende im November zum Martinstag das interne Clubrennen für alle Generationen um die Martinsgans ausgetragen. Die Sieger im Achter verspeisen dann gut gelaunt im Club die gewonnene Martinsgans.

### Auszeichnungen
2023 wurde der Verein für sein Engagement im Behindertensport mit dem Werner-Otto-Preis ausgezeichnet, was sein Ruderangebot für Menschen mit geistiger Behinderung betrifft. Der Preis, der von der Alexander-Otto-Sportstiftung vergeben wird, ist mit 15.000 Euro dotiert. Weitere Anerkennung erhielten in diesem Jahr die Special Olympics Hamburg, der SC Poppenbüttel und das Hospital zum Heiligen Geist.